# 妖術秘伝・鬼打鬼
『妖術秘伝・鬼打鬼』（ようじゅつひでんきだき、原題：鬼打鬼、英題：Spooky Encounters / Encounters of the Spooky Kind）は、1980年公開の香港映画。
19世紀中国を舞台にしたチャイニーズアクションホラーコメディで、霊幻道士元祖シリーズ（サモハン・ホラー3部作）と呼ばれる一連の作品の1作目。
日本では劇場未公開で、TV放映時の邦題は『燃えよデブゴン8 鬼打鬼』『燃えよデブゴン クンフー・ゴーストバスターズ』などであり、『燃えよデブゴン』シリーズ8作目として放送され、『妖術秘伝・鬼打鬼』の邦題でビデオ化・DVD化された。

## ストーリー
「大胆」を自称するジェン・ダイタンは実は相当な臆病者。ある日ジェンは女房が浮気をしている事に気づく。不倫の相手はジェンが仕える村の名士ダン。スキャンダルを恐れたダンは悪の道士チン・ホイにジェン暗殺を依頼する。

## キャスト
| 役名 ［日本テレビ版吹替の役名］                | 俳優                           | 日本語吹替                                    |
| 役名 ［日本テレビ版吹替の役名］                | 俳優                           | 日本テレビ版                                  |
| ---------------------------------------------- | ------------------------------ | --------------------------------------------- |
| ジェン・ダイタン（張大膽） チャン ［デブゴン］ | サモ・ハン・キンポー（洪金寶） | 水島裕                                        |
| ショイ（徐） ツイ ［ヨウ］                     | チュン・ファト（鍾發）         | 島田敏                                        |
| チン・ホイ（錢開）                             | チャン・ルン（陳龍）           | 藤本譲                                        |
| 名士ダン（譚老爺） タム先生 ［タン］           | ウォン・ハー（黃哈）           | 村松康雄                                      |
| ラウ（柳師爺） ロウ ［ラオ］                   | タイ・ポ（太保）               | 龍田直樹                                      |
| 警察のボス（捕頭） ［警部］                    | ラム・チェンイン（林正英）     | 若本規夫                                      |
| ジェンの女房（老婆）                           | リョン・シュッメイ（梁雪薇）   | 鵜飼るみ子                                    |
| キョンシー（殭屍）                             | ユン・ピョウ（元彪）           |                                               |
| ファ・カウ（花老九） ［ホーロー・カオ］        | ウー・マ（午馬）               | 安田隆                                        |
| チン・ホイの弟子                               | ユン・モウ（元武）             | 飛田展男                                      |
| ドゥ（射呢杜） アト                            | トウ・シウミン（杜少明）       |                                               |
| フク伯父（福伯）                               | チャン・ギン・ポー（張景坡）   | 仲木隆司                                      |
| 車夫（車伕）                                   | リッキー・ラウ（劉觀偉）       |                                               |
| 役不明又はその他                               |                                | 巴菁子 牛山茂 石森達幸 中田譲治 伊藤博        |
|                                                |                                |                                               |
| 演出                                           |                                | 山田悦司                                      |
| 翻訳                                           |                                | 高橋京子                                      |
| 効果                                           |                                | PAG                                           |
| 担当                                           |                                | 清水篤 （日本テレビ）                         |
| 配給                                           |                                | 東映                                          |
| 制作                                           |                                | コスモプロモーション                          |
| 初回放送                                       |                                | 1988年6月14日 水野晴郎の特選シネマ （深夜枠） |

## スタッフ
- 監督：サモ・ハン・キンポー
- 製作：レイモンド・チョウ
- 脚本：サモ・ハン・キンポー、ウォン・イェン（黄鷹）
- 武術指導：サモ・ハンズ・スタントマン・チーム
- 撮影：ダニー・リー、ンー・チョックワー
- 編集：チョン・イウチョン
- 音楽：フランキー・チャン

## その他
- Ashが歌う「KUNG FU」という曲の最初に本映画からの音声が流用されている。同曲はスマッシュヒットを記録し、ジャッキー・チェン主演の映画『レッド・ブロンクス』のアメリカ公開時のED曲としても採用された。

## その他の霊幻道士元祖シリーズ（サモハン・ホラー3部作）と続編
続編の『鬼喰う鬼』以外の作品は製作ボーホー・フィルム（サモ・ハンの映画製作会社）、配給ゴールデン・ハーベスト。

### 霊幻師弟 人嚇人（1982年）
『霊幻師弟 人嚇人』（れいげんしてい じんかくじん、原題：人嚇人、英題：The Dead and The Deadly）は1982年公開の香港映画。霊幻道士元祖シリーズ2作目。

#### キャスト
| 役名                     | 俳優                           |
| ------------------------ | ------------------------------ |
| チュウ（朱宏利）         | サモ・ハン・キンポー（洪金寶） |
| マー・ルーチョ（馬麟祥） | ウー・マ（午馬）               |
| 伯父さん／先生（二叔公） | ラム・チェンイン（林正英）     |
| ユン（阿雲）             | チェリー・チェン（鍾楚紅）     |
| イン（李月盈）           | 許良美                         |
| インの兄（李發）         | チョン・ファ（鍾發）           |
| チェン（錢百達）         | チン・ユーサン（錢月笙）       |
| ヤン                     | トウ・シウミン（杜少明）       |
| 毛毛                     | チャン・ルン（陳龍）           |
| 和癩子                   | カ・リー（咖喱）               |

#### スタッフ
- 監督：ウー・マ
- 脚本：サモ・ハン・キンポー、バリー・ウォン（黄炳耀） [注釈 1]
- 製作：レイモンド・チョウ、サモ・ハン・キンポー

### 霊幻百鬼 人嚇鬼（1984年）
『霊幻百鬼 人嚇鬼』（れいげんひゃっき じんかくき、原題：人嚇鬼、英題：Hocus Pocus）は1984年公開の香港映画。霊幻道士元祖シリーズ3作目。

#### キャスト
| 役名                   | 俳優                       |
| ---------------------- | -------------------------- |
| 座長（聲叔）           | ラム・チェンイン（林正英） |
| クイ（阿貴）           | トン・ワイ（董瑋）         |
| 幽霊（潮州鬼）         | チン・ユーサン（銭月笙）   |
| ピャオ（阿標／眨巴眼） | チャン・ルン（陳龍）       |
| チア（阿佳）           | ロー・ホーカイ（羅浩楷）   |
| 阿光                   | ラウ・チャウサン（劉秋生） |
| 老頭子                 | ウー・マ（午馬）           |
| リン                   | ラウ・ガーライ（劉雅麗）   |
| 悪霊（悪鬼）           | タイ・サン（泰山）         |

#### スタッフ
- 監督：チン・ユーサン
- 脚本：歐炳南
- 製作：サモ・ハン・キンポー

### 鬼喰う鬼（1990年）
『鬼喰う鬼』（おにくうおに、原題：鬼咬鬼、英題：Spooky Encounters II）は1990年公開の香港映画。『妖術秘伝・鬼打鬼』の正式な続編。日本でも単館系で劇場公開された。

#### キャスト
| 役名                 | 俳優                           |
| -------------------- | ------------------------------ |
| ポウ（肥寶）         | サモ・ハン・キンポー（洪金寶） |
| カウ先生（九叔）     | ラム・チェンイン（林正英）     |
| ホイ（小海）         | マン・ホイ（孟海）             |
| チュウ（朱女）       | ミミ・クン（龔慈恩）           |
| シュホ（小紅）       | ジャニス・オン（王文君）       |
| チュ（朱老爺）       | イップ・ウェンゾウ（葉榮祖）   |
| シュホの母（小紅母） | タム・シンホン（譚倩紅）       |
| シイ（史公子）       | アンドリュー・ラム（林敏聰）   |
| 悪法師（巫師）       | ウォン・ハー（黃哈）           |
| 蛇夫                 | コリン・チョウ（倪星）         |
| ホウ                 | 溫育輝                         |
| キョンシー           | チェン・ウインチュン（張榮祥） |

#### スタッフ
- 監督：リッキー・リュウ
- 脚本：バリー・ウォン（黄炳耀）[注釈 1]
- 製作総指揮：サモ・ハン・キンポー
- 音楽：ローウェル・ロー
- 撮影：トム・ロー
- 武術指導：サモ・ハン・キンポー